# Селтинський район
Селти́нський район (рос. Селтинский район, удм. Сьӧлта ёрос) — муніципальний округ у складі Удмуртської Республіки Російської Федерації. Адміністративний центр — село Селти.

## Населення
Населення — 10082 особи (2019, 11368 у 2010, 13335 у 2002).

## Історія
Селтинський район утворено 15 липня 1929 року у складі 21 сільради Копкинської, Селтинської та Старозятцинської волостей Іжевського повіту. 1932 року до складу району увійшли 11 сільради ліквідованого Новомултанського району. 1935 року великий за площею район поділено на три — Селтинський, Старозятцинський та Увинський. У період 1963-1965 років район був ліквідований, територія розділена між Увинським та Ігринським районами.
2004 року район отримав статус муніципального, сільради перетворені в сільські поселення. 28 жовтня 2004 року починок Юберінський Сюмсинського району передано до складу Халдинської сільради Селтинського району.  5 квітня 2021 року район перетворено в муніципальний округ, при цьому збереглась стара назва, були ліквідовані усі сільські поселення:
| Поселення                         | Площа, км² | Населення, осіб (2002) | Населення, осіб (2010) | Населення, осіб (2019) | Центр      | Населені пункти |
| --------------------------------- | ---------- | ---------------------- | ---------------------- | ---------------------- | ---------- | --------------- |
| Валамазьке сільське поселення     | 300,23     | 416                    | 263                    | 215                    | Валамаз    | 4               |
| Кільмезьке сільське поселення     | 384,51     | 1302                   | 1010                   | 808                    | Селти      | 12              |
| Колесурське сільське поселення    | 126,50     | 1182                   | 1064                   | 894                    | Колесур    | 10              |
| Копкинське сільське поселення     | 515,41     | 1322                   | 972                    | 739                    | Копки      | 13              |
| Новомоньїнське сільське поселення | 111,17     | 1352                   | 1089                   | 931                    | Нова Монья | 11              |
| Селтинське сільське поселення     | 11,21      | 5585                   | 5276                   | 5055                   | Селти      | 1               |
| Сюромошурське сільське поселення  | 125,60     | 815                    | 577                    | 508                    | Сюромошур  | 8               |
| Узинське сільське поселення       | 70,85      | 592                    | 539                    | 461                    | Узі        | 5               |
| Халдинське сільське поселення     | 238,26     | 847                    | 578                    | 471                    | Халди      | 8               |

## Населені пункти
| №  | Місто                         | Населення, осіб (2002) | Населення, осіб (2010) |
| -- | ----------------------------- | ---------------------- | ---------------------- |
| 1  | Аксьоновці, присілок          | 11                     | 4                      |
| 2  | Амани, присілок               | 8                      | 1                      |
| 3  | Андрієвці, село               | 4                      | 0                      |
| 4  | Антошкино, присілок           | 23                     | 21                     |
| 5  | Аяшур, присілок               | 37                     | 32                     |
| 6  | Бабашур, присілок             | 37                     | 20                     |
| -  | Бібани, присілок              | 0                      | -                      |
| 7  | Бігеней, присілок             | 25                     | 5                      |
| 8  | Ботино, присілок              | 24                     | 9                      |
| 9  | Валамаз, село                 | 288                    | 210                    |
| 10 | Велика Кільмезь-Бія, присілок | 64                     | 52                     |
| 11 | Велика Нир'я, присілок        | 82                     | 65                     |
| 12 | Великий Чибір, присілок       | 68                     | 34                     |
| -  | Верхня Кирчма, присілок       | 0                      | -                      |
| 13 | Віняшур-Бія, починок          | 70                     | 36                     |
| 14 | Віняшур-Бія, присілок         | 27                     | 14                     |
| 15 | Вутно, присілок               | 45                     | 22                     |
| 16 | Гамберово, присілок           | 63                     | 59                     |
| 17 | Гобгурт, присілок             | 398                    | 308                    |
| 18 | Головізнін Язок, присілок     | 214                    | 153                    |
| 19 | Дружний, виселок              | 16                     | 3                      |
| 20 | Ешметьгурт, присілок          | 87                     | 93                     |
| 21 | Єгоровці, присілок            | 44                     | 19                     |
| 22 | Зенкей, присілок              | 26                     | 17                     |
| 23 | Істоміно, присілок            | 10                     | 7                      |
| 24 | Квашур, присілок              | 67                     | 42                     |
| -  | Кезвир, присілок              | 0                      | -                      |
| 25 | Кейлуд-Зюнья, присілок        | 81                     | 65                     |
| 26 | Кельмовир-Жик'я, присілок     | 2                      | 5                      |
| 27 | Кирчим-Копки, присілок        | 38                     | 22                     |
| -  | Кирчма-Селти, присілок        | 0                      | -                      |
| 28 | Колесур, присілок             | 404                    | 388                    |
| 29 | Копки, село                   | 712                    | 574                    |
| 30 | Копкінський, виселок          | 14                     | 14                     |
| 31 | Кочегурт, присілок            | 93                     | 68                     |
| 32 | Круглий Ключ, присілок        | 55                     | 20                     |
| 33 | Кучер-Копки, присілок         | 74                     | 47                     |
| 34 | Листем, присілок              | 48                     | 31                     |
| 35 | Лудзі-Жик'я, присілок         | 123                    | 89                     |
| 36 | Льнозаводський, присілок      | 190                    | 159                    |
| 37 | Мад'ярово, присілок           | 248                    | 225                    |
| 38 | Мала Кільмезь-Бія, присілок   | 55                     | 43                     |
| 39 | Малий Валамаз, присілок       | 73                     | 30                     |
| 40 | Малий Жайгіл, присілок        | 72                     | 58                     |
| 41 | Мельничата, присілок          | 81                     | 71                     |
| 42 | Мугло, присілок               | 94                     | 57                     |
| 43 | Нова Жик'я, присілок          | 62                     | 59                     |
| 44 | Нова Монья, присілок          | 457                    | 427                    |
| 45 | Орловський, виселок           | 39                     | 24                     |
| 46 | Пожгурт, присілок             | 132                    | 110                    |
| 47 | Покровці, присілок            | 4                      | 0                      |
| 48 | Прой-Балма, присілок          | 87                     | 29                     |
| 49 | Рисаї, присілок               | 92                     | 64                     |
| 50 | Рожки, присілок               | 13                     | 8                      |
| 51 | Рязаново, присілок            | 10                     | 4                      |
| 52 | Селти, село                   | 5585                   | 5276                   |
| 53 | Стара Монья, присілок         | 17                     | 11                     |
| 54 | Старі Копки, присілок         | 14                     | 9                      |
| 55 | Сюромошур, присілок           | 341                    | 262                    |
| -  | Тальяни, присілок             | 0                      | -                      |
| 56 | Толошур, присілок             | 119                    | 86                     |
| -  | Удмуртська Бія, присілок      | 5                      | -                      |
| 57 | Узі, село                     | 458                    | 450                    |
| 58 | Уметьгурт, присілок           | 236                    | 229                    |
| 59 | Усайгурт, присілок            | 3                      | 0                      |
| 60 | Усть-Сюмсі, село              | 308                    | 220                    |
| 61 | Усть-Сюмсінський, виселок     | 15                     | 10                     |
| 62 | Федори, присілок              | 16                     | 2                      |
| 63 | Халди, село                   | 419                    | 365                    |
| 64 | Чашкагурт, присілок           | 41                     | 15                     |
| 65 | Чибір-Зюнья, присілок         | 32                     | 10                     |
| 66 | Чиб'яншур, присілок           | 7                      | 3                      |
| 67 | Шаклеї, присілок              | 54                     | 38                     |
| 68 | Юберінський, починок          | 101                    | 12                     |
| 69 | Юберінський Перевоз, присілок | 0                      | 3                      |
| 70 | Югдон, присілок               | 359                    | 291                    |
| 71 | Юмга-Омга, присілок           | 165                    | 140                    |
| 72 | Якимовці, присілок            | 50                     | 19                     |

## Видатні особи
- Дюкіна Ганна Іванівна — Герой Соціалістичної Праці.